# San Jacinto Mountains
San Jacinto Mountains (česky pohoří sv. Hyacinta) je pohoří na jihu Kalifornie ve Spojených státech amerických. Leží v Riverside County a v San Bernardino County,
jihovýchodně od města Los Angeles. Rozkládá se od severozápadu k jihovýchodu v délce přes 100 km. San Jacinto Mountains tvoří nejsevernější část horského pásma Peninsular Ranges. Nejvyšší horou je San Jacinto Peak s 3 304 m.

## Geografie
Zaujímá plochu 3 768 km². Ze severní a východní strany se jedná o jedno z nejstrmějších pohoří v Severní Americe. Z nulové nadmořské výšky se na několika málo kilometrech zvedá do 3 000 metrů. Severně od pohoří leží San Bernardino Mountains, východně se nachází město Palm Springs a údolí Coachella Valley, jihovýchodně leží jezero Salton Sea. Pohoří je tvořeno převážně granitem.

## Flora
Vegetaci ovlivňuje rozhodujícím způsobem nadmořská výška. V nejnižších polohách je velmi suché a horké podnebí, rostou zde jen velmi odolné rostliny. Výše rostou duby (Quercus velutina) a borovice Coulterovy (Pinus coulteri). Ve vyšších polohách rostou borovice těžké (Pinus ponderosa), borovice Jeffreyovy (Pinus jeffreyi), borovice pokroucené (Pinus contorta), pazeravy (Calocedrus), jedle ojíněné (Abies concolor), jedle nádherné (Abies magnifica) a různé druhy opadavých dubů. Na severovýchodním svahu se také nachází okolo 150 sekvojovců obrovských (Sequoiadendron giganteum).

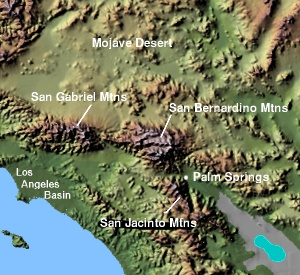
San Jacinto Mountains